# Yo quiero una mujer así
Yo quiero una mujer así es una película venezolana cómica de 1950 dirigida por el actor argentino Juan Carlos Thorry, en su debut como realizador. Fue estrenada el 23 de agosto de 1950.

## Argumento

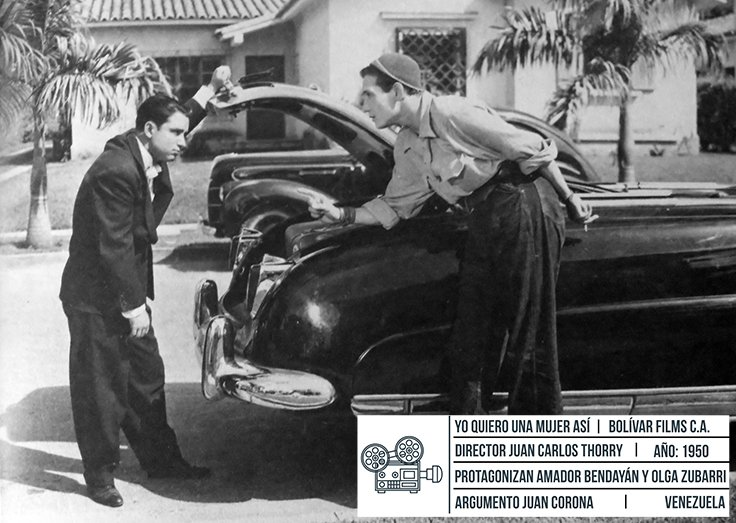
Fragmento de la película.

Lindolfo Chaves es el presidente de una compañía tabacalera con sede en La Habana y también lo es de la Liga Pro Restauración de la Moral y la Virtud, pero en privado es un incorregible libertino hasta que, luego de realizar un chequeo médico después de una agitada noche de juerga, su doctor de cabecera le diagnostica que tiene un soplo cardíaco por lo que le aconseja tomar reposo a un sitio donde haya paz y tranquilidad, a lo que el empresario decide irse a casa de su sobrino, el abogado Ruperto Chaves, quien vive en Caracas.
Sin embargo la inminente llegada del tío se produce en un mal momento para Ruperto ya que, además de tener graves problemas económicos, su recién estrenada esposa Ana María decide abandonarlo tras una fuerte discusión por culpa del carácter aparentemente moralista y recatado de Lindolfo y, cuando va a ir a buscarla, Ruperto se encuentra accidentalmente en la puerta de su casa con Silvia, la modista de Ana María quien viene a entregarle el vestido que ésta le encargó unos días antes a lo que, desesperado, él le propone que suplante temporalmente a su esposa.
Silvia decide aceptar la extraña oferta y, con la ayuda de Sócrates, el mayordomo de Ruperto, los tres personajes montan la farsa delante del tío Lindolfo, quien muerde el anzuelo e, incluso, el millonario termina nombrando a su sobrino presidente de la sucursal de la tabacalera a ser instalada en Venezuela pero, inesperadamente, Ana María regresa arrepentida al hogar y al enterarse de todo el montaje amenaza a su marido con revelarle todo a Lindolfo y, como si esto no fuera suficiente, Vuitremundo, el temperamental especialista en demoliciones que sueña con ser cantante y quien está comprometido para casarse con Silvia, la anda buscando desde hace varias horas y quiere ajustar cuentas con Ruperto porque cree que él la tiene secuestrada... ¿Logrará el joven abogado salir indemne de toda esta cadena de embrollos?

## Elenco
- Olga Zubarry ... Ana María
- Francisco Álvarez ... Lindolfo Chaves
- Héctor Monteverde ... Vuitremundo
- Amador Bendayán ... Sócrates
- Luis Salazar ... Ruperto Chaves
- Elena Fernán ... Silvia
- Martha Olivo ... Soledad
- Renny Ottolina
- Billo's Caracas Boys
- Trío Jiraharas
- León Bravo
- Esther Monasterio
- Pura Vargas
- Amparo Riera
- Luis Zamora
- Carmen Porras
- Corali
- María Márquez
- Santiago Rivero
- Aldo Monti
- Erika Morgan
- José alfonzo Méndez Como un extra.

## Premios
Esta cinta fue galardonada por la revista cinematográfica venezolana "Mi Film" en 1951 con el Premio a la Película por su gran éxito comercial y, también, recibió los Premios del Sindicato de Actores y del Gremio Técnico a los rubros de Actor Cómico del Año (Amador Bendayán) y actriz de Cuadro (Elena Ferrán) en ese mismo año.